# Sportserie
En sportserie är en vardagsrealistisk tecknad serie, äventyrsserie eller humorserie med sport-tema. Ofta riktar sig dessa (generellt) till yngre pojkar, om man bortser från ridsportserierna som traditionellt anses vara ett "tjej-intresse".

## Japan
I Japan görs en hel del manga med sporttema, även om vi inte har sett mycket av detta i Sverige. Några sportserier som exporterats till västvärlden är "One Pound Gospel" där en av huvudpersonerna är en boxare, samt tennis-shonen "Prince of Tennis".

## Storbritannien
Storbritannien är nog det land där sportserierna är populärast, framför allt fotbollsserier som "Roy of the Rovers" och "Benny Guldfot". Men även serier om motorsport, rugby och boxning har varit vanliga. Åtskilliga sportserietidningar har getts ut av DC Thomson och Fleetway/IPC.

## Sverige
De första sportserierna i Sverige var framför allt humorserier som Lasse Sandbergs "Idrottsmannen Eskil". Även Rit-Olas "Biffen och Bananen" var, om än inte en renodlad sportserie, ofta fokuserad på allehanda idrotter.
Sedan 1960-talet har sportserier framför allt publicerats i sportserietidningar som Buster, Seriesport och Center-Serien, men även Fantomen, Serie-Nytt och Barracuda har representerat genren. Hästtidningarna har levt en separat tillvaro vid sidan om, men har periodvis varit mycket populära. Bland dem kan nämnas Min Häst, Wendy och Penny.
Buster var länge det främsta forumet för sportserier i Sverige. Främst innehöll tidningen material från de brittiska sportserietidningarna, men det gjordes även en del serier speciellt för den svenska marknaden, bl.a. "Åshöjdens BK", "Kom igen, Stefan!" och "Kishako, sportreportern". Tidningen lades ner 2006 efter en nästan fyrtioårig karriär, och idag finns inte längre någon renodlad sportserietidning i landet.

## USA
Den allra första dagliga dagspresserien i USA var "A. Piker Clerk" från 1903, som handlade om en figur som kom med dagliga travtips.
Bland dagspresserier i USA har boxningsserier som "Ben Bolt", "Joe Palooka" och "Knock-Out Charlie" varit särskilt framgångsrika, men även serier om amerikansk fotboll och baseboll förekommer.

## Exempel på sportserier

### Fotboll
- "Arvtagaren"
- "Benny Guldfot"
- "Bröderna Marks"
- "Bullen"
- "Dunder-Dick"
- "Durrell's Palace"
- "Eric Castel"
- "Fotbollsfantasten"
- "Fyndet från Argentina"
- "Greppet direkt" (i Buster)
- "Häxmästaren"
- "Kid Cox"
- "Känguru Kid"
- "Lefty"
- "Nacka"
- "Nicke"
- "Nobby Tåfjutt"
- "Pelezinho"
- "Roy of the Rovers"
- "Silkesmasken"
- "Simon Skarpskytten"
- "Super-Mac"
- "Tuffy"
- "Åshöjdens BK"

### Ishockey
- "Hagadals IF"
- "Kom igen, Stefan!"

### Tennis
- "Björn Borg"
- "Burken"
- "Prince of Tennis"

### Basket
- "Mr. Basket"

### Rugby
- "Det tuffa spelet"

### Amerikansk fotboll
- "NFL Superpro"

### Baseboll
- "Cotton Woods"
- "Ozark Ike"

### Golf
- "Danny"

### Friidrott
- "Freddy King"
- "IFK Trumslagaren"
- "Raketen"

### Boxning
- "Ashita no Joe"
- "Ben Bolt"
- "Joe Palooka"
- "Knock-Out Charlie"
- "One Pound Gospel"

### Wrestling
- "Johnny Puma"
- "Mr. T"

### Tyngdlyftning
- "Midge"

### Motorsport
- "Alain Chevallier" (speedway)
- "Barry King" (speedway)
- "Michel Vaillant" (bilsport)
- "Skid Solo" (formel-1)

### Ridsport
- "A. Piker Clerk"
- "Broknäsflickorna"
- "Mulle – världens mesta häst"
- "Sadelsåpan"
- "Wendy"

### Cykelsport
- "Q-Bikes"

### Simning
- "Splash Gorton"

### Allmän sport
- "Kishako, Sportreportern"
- "Idrottsmannen Eskil"
- "Klantskallarna"
- "Sportarkivet berättar"